# Pentastiridius beieri
Pentastiridius beieri är en insektsart som först beskrevs av Wagner 1970.  Pentastiridius beieri ingår i släktet Pentastiridius och familjen kilstritar. Inga underarter finns listade i Catalogue of Life.